# سوزی کرتز
سوزی کِرتز (انگلیسی: Swoosie Kurtz؛ زادهٔ ۶ سپتامبر ۱۹۴۴) یک هنرپیشه اهل ایالات متحده آمریکا است.
وی تا کنون یک مرتبه برندهٔ جایزه امی و دو مرتبه برندهٔ جایزه تونی شده‌است.

## گزیدهٔ آثار

### سینما
- در دریا (۲۰۱۸)
- بهترین مثال (۲۰۰۸)
- مقاصد بی‌رحمانه (۱۹۹۹)
- دروغگو دروغگو (۱۹۹۷)
- شهروند روث (۱۹۹۶)
- نیش واقعی (۱۹۹۲)
- شوک به سیستم (۱۹۹۰)
- روابط خطرناک (۱۹۸۸)
- برعکس (۱۹۸۸)
- چراغ‌های روشن، شهر بزرگ (۱۹۸۷)
- جهان به گفته گارپ (۱۹۸۲)

### تلویزیون
- چاک (۲۰۱۰)
- قانون و نظم: واحد قربانیان ویژه (۲۰۰۹)
- قهرمان‌ها (۲۰۰۹)
- کدبانوهای وامانده (۲۰۰۹)
- هنوز وایسادیم (۲۰۰۵)
- بابای آمریکایی! (۲۰۱۳–۲۰۰۵)
- لاست (۲۰۰۵)
- بخش فوریت‌های پزشکی (۱۹۹۸)
- سفرهای علمی (۱۹۹۵)
- زنان استثنایی و دیگران (۱۹۷۹)
- کوجک (۱۹۷۶)